# 1596
Cette page concerne l'année 1596  du calendrier grégorien.
L'année 1596 est une année bissextile qui commence un lundi.

## Événements
- 1er juin : arrivée de Cornelius van Houtmann à Sumatra[1].

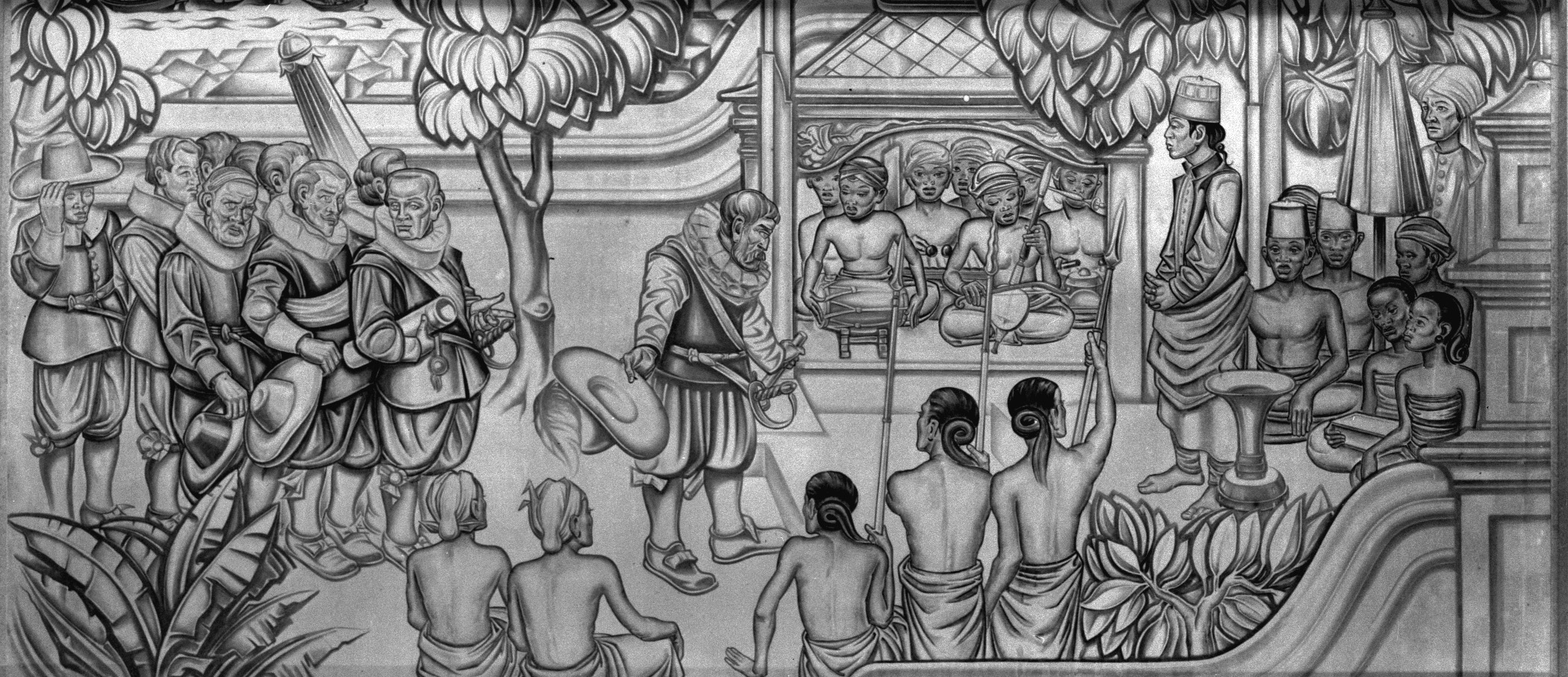
27 juin : Arrivée de Cornelius van Houtmann à Java.

- 27 juin : arrivée de Cornelius van Houtmann à Batem[2].
- 3 juillet : un traité est conclu entre le hollandais Cornelius van Houtmann et le sultan de Banten (Java)[3].

- 20 septembre : fondation de Monterrey au Mexique[4].

- 22 octobre, Japon : Hideyoshi, qui a passé 60 ans et vient de se faire rejeter en Corée, reçoit une ambassade des Ming au château d'Ōsaka[5]. Les Chinois lui envoient une lettre de ne pas gâcher ses dernières années. Furieux, Hideyoshi chasse les ambassadeurs et prépare une nouvelle invasion de la Corée.

- 3 décembre : l’expédition de Cornelius van Houtmann quitte Banten[3]. Le voyage se continue jusqu’à Bali. Inquiets, les Portugais envoient une flotte de Goa à Banten, qui arrive trop tard, alors que les Hollandais sont partis. Attaquée par le sultan de Banten, elle doit se réfugier à Malacca. Les Pays-Bas sont enthousiastes et se préparent à organiser de nouvelles expéditions.
- 8 décembre[6] : grand autodafé au Mexique. 66 personnes comparaissent, dont 41 marranes portugais. Quatre judaïsants sont brûlés. L’Inquisition du Mexique instruit 879 procès dans le premier quart du XVIIe siècle.

- Laos : début du règne de Thammikarat, roi du Lan Xang (Dhammikaraja, fin en 1622)[7].
- Fondation de Narym en Sibérie[8].

### Europe
- Épidémie de peste en Espagne, dite « peste atlantique » (fin en 1602)[9]. Famine en Angleterre (fin en 1597)[10]. Récoltes catastrophiques en Scandinavie (1596-1603)[11].
- Création de la première chasse d'eau par John Harington, poète et filleul de la reine Élisabeth Ire d'Angleterre.

- 11 février : Albert le Pieux, nommé gouverneur des Pays-Bas, fait son entrée à Bruxelles (fin en 1621)[12].

- 18 mars : Varsovie devient la capitale de la Pologne[13]. La couronne de Pologne comprend alors la Grande-Pologne et la Petite Pologne, la Cujavie, la Mazovie, la Ruthénie rouge, la Prusse royale, la Podolie et les provinces de l’ancienne Lituanie (Podlachie, Volhynie et terre de Kiev).

- 5 avril, affaire de Clissa[14] : Clissa (Klis), petite place turque sur l’Adriatique, est prise par les corsaires Uscoques par traîtrise en février. Les Turcs doivent mobiliser les moyens nécessaires à la guerre de Hongrie pour reprendre la ville (5 avril), au moment où les Impériaux et le pape essayent d’entraîner Venise dans la guerre, où des troubles multiples se produisent dans les domaines Vénitiens de Dalmatie et où le duc d’Olivares, vice-roi de Naples, tente de soulever l’escale de Spalato, qui assure le relais entre Venise et le commerce terrestre avec les Balkans depuis 1591.

- 14 mai (24 mai du calendrier grégorien): traité de Greenwich. La France et l'Angleterre se liguent contre l'Espagne. Les Provinces-Unies adhèrent à l'alliance le 31 octobre au traité de La Haye[15].
- 18 mai : départ du troisième voyage de Willem Barents, qui recherche le passage du Nord-Est, découvre  l'Île aux Ours (9 juin) et le Spitzberg (17 juin) dans l'Océan glacial arctique. Il hiberne en Nouvelle-Zemble[16].
- 26 mai : le général polonais Stanisław Żółkiewski écrase les Cosaques Zaporogues révoltés à Lubny ; l'hetman Hryhoriï Loboda est tué, les chefs cosaques Severyn Nalyvaïko et Matvii Shaula sont capturés (7 juillet) et exécutés[17].

- 5 juillet : 
  - les Anglais de Robert Devereux, 2e comte d'Essex, quittent Cadix après avoir prix la ville et empêché la préparation d'une nouvelle Armada[18]. Ils s’emparent d’une partie des galions chargés de métaux précieux.
  - Angleterre : Robert Cecil (1563-1612) devient secrétaire d’État[19].

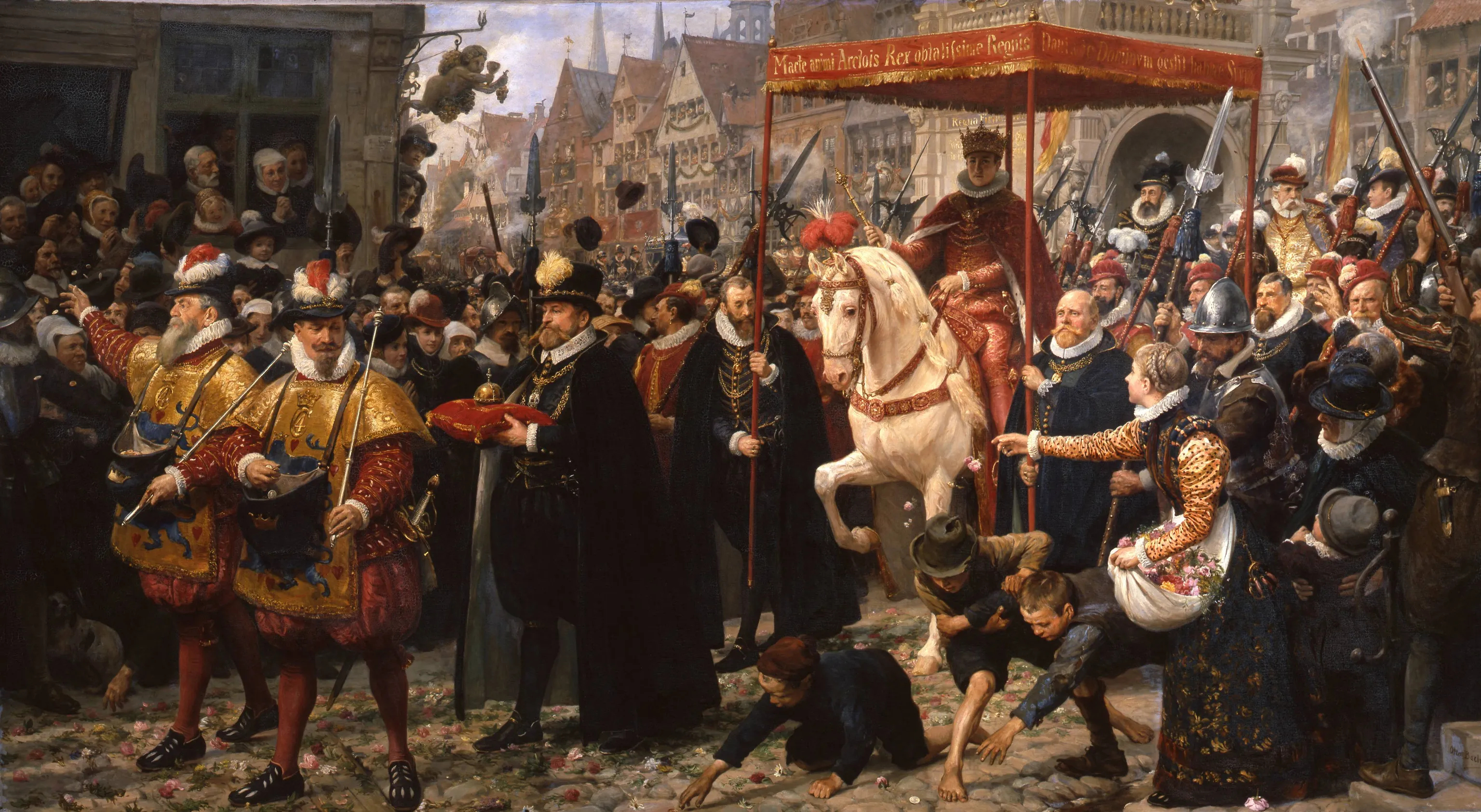
Couronnement de Christian IV de Danemark

- 29 août : Christian IV de Danemark accède au pouvoir[20]. Inquiet de la montée en puissance de la Suède, il entre en conflit avec elle pour la possession de la Laponie.
- 29 septembre : levée du cinquième homme en Basse-Autriche, provoquant la révolte des paysans, écrasée par la cavalerie[21].

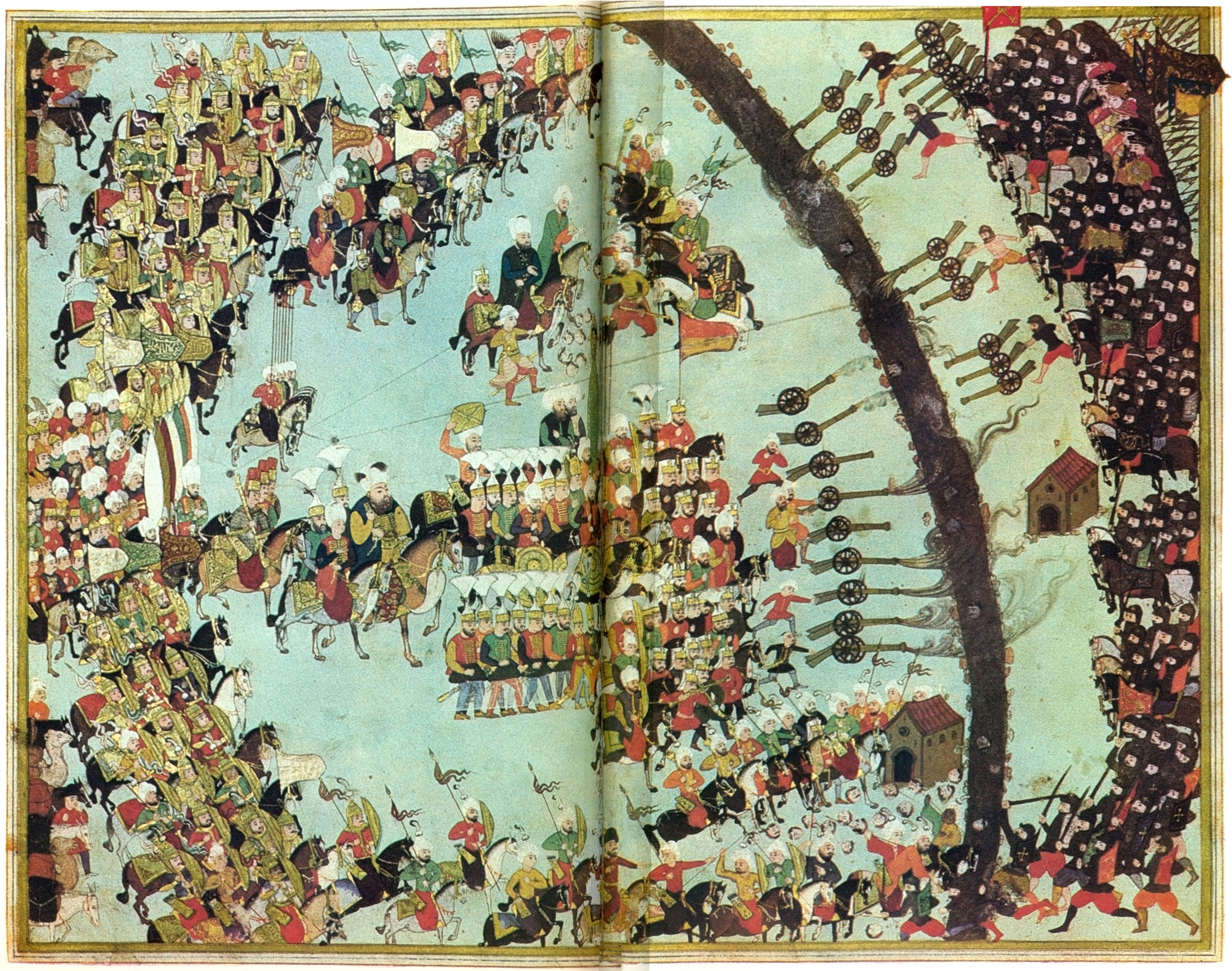
24-26 octobre : Bataille de Mezokeresztes, selon un ancien manuscrit turc

- 6 octobre : Union de Brzesc (Brest)[22]. L'Église orthodoxe de la république polonaise passe sous l'autorité du pape et devenant ainsi une Église Uniate, qui garde a liturgie orientale et une hiérarchie séparée.
  - En Lituanie, l’assemblée du clergé orthodoxe, rappelant les dispositions du concile de Florence (1432), décide de s’unir à l’Église romaine ; une minorité d’évêques refuse et l’Église orthodoxe ruthène éclate en Grecs réunis (uniates) et Grecs désunis (opiniâtres). Le roi Sigismond III Vasa confirme cet acte qui est ratifié par la Diète en 1597. L’Église orthodoxe est déclarée « illégale et schismatique ». Elle ne sera de nouveau reconnue qu’en 1635.
- 24-26 octobre, Hongrie : défaite de l’archiduc Mathias à Keresztes (ou Mezőkeresztes) contre les Turcs[23]. Ils mettent en place un pachalik à Eger.
- 13 novembre : l’exécution de deux paysans à Steyr provoque une révolte paysanne en Haute-Autriche, qui se répand en Basse-Autriche à la fin de l'automne[24]. La noblesse calviniste laisse écraser la révolte, et inquiète des mouvements sociaux, revient peu à peu au catholicisme. Les protestants sont chassés d’Autriche.
- 29 novembre : troisième banqueroute du règne de Philippe II en Espagne[25].
- Novembre : émeutes de subsistance dans l’Oxfordshire[26].

## Naissances en 1596
- 13 janvier : Jan Van Goyen, peintre et dessinateur néerlandais († 27 avril 1656).
- 2 février : Jacob van Campen, peintre néerlandais († 13 septembre 1657).
- 31 mars : René Descartes, philosophe, mathématicien et physicien français († 11 février 1650).
- 8 avril : Juan van der Hamen, peintre baroque de l’âge d’or espagnol († 28 mars 1631).
- 5 juin : Peter Wtewael, peintre néerlandais († 29 janvier 1660).
- 21 juin : Michel Romanov, premier tsar de la dynastie des Romanov († 23 juillet 1645).
- 29 septembre : baptême de Jacques Stella, peintre français († 29 avril 1657).
- 23 octobre : Daniel Hay du Chastelet, écrivain français (académicien français, Fauteuil 37) († 20 avril 1671).
- 24 décembre : Leonard Bramer, peintre et dessinateur néerlandais († 10 février 1674).
- Date précise inconnue :
  - Antonio Bisquert, peintre espagnol († 1646).
  - Andreas Cellarius, mathématicien et cartographe néerlando-allemand († 1665).
  - Orsola Maddalena Caccia, peintre baroque italienne spécialisée dans la peinture de thèmes religieux, de retables et de natures mortes  († 26 juillet 1676).
  - Thomas de Keyser, peintre et architecte néerlandais († 7 juin 1667).
  - Pierre de Marbeuf, poète français († 1645).
  - Xiao Yuncong, peintre chinois († 1673).

## Décès en 1596
- 4 janvier : Cristóbal de Mondragón, militaire espagnol, colonel des tercios des Flandres (° 1514).
- 13 janvier : Aymar Hennequin, prélat français, évêque de Rennes  (° 1543).
- 27 janvier : Francis Drake au large de Portobello, sur l’isthme de Panama (° vers 1540).

- 7 février : Georges Ier de Hesse-Darmstadt, landgrave de Hesse-Darmstadt (° 10 septembre 1547).
- 17 février : Charles de Casaulx, capitaine de la milice bourgeoise de Marseille (° 20 mars 1547).
- 19 février : Blaise de Vigenère, diplomate, cryptographe, traducteur, alchimiste et astrologue français (° 5 avril 1523).
- 22 février : Ange Justiniani, prélat (° 1520).
- 29 février :
  - Pietro degli Angeli, poète et humaniste italien (° 22 avril 1517).
  - Philippe Rogier, compositeur franco-flamand originaire des Pays-Bas méridionaux (° 12 mars 1561).

- 3 mars : Giovan Vettorio Soderini, agronome florentin (° 1526).
- 13 mars : Nicolas Vignier, juriste, historiographe et théologien français (° 1530)[27].
- 26 mars : Christine de Hesse-Darmstadt, fille du comte Georges Ier de Hesse-Darmstadt (° 25 février 1578).
- 27 mars : Frédéric IV de Legnica, duc de Legnica (° 20 avril 1552).

- 3 avril : Koca Sinan Pacha, commandant militaire de l'Empire ottoman d'origine albanaise, cinq fois grand vizir de l'empire (° 1506).
- 4 avril : Philippe II de Brunswick-Grubenhagen, souverain de la principauté de Grubenhagen (° 2 mai 1533).
- 12 avril : Élisabeth de Mansfeld-Hinterort, noble allemande (° 1565).
- 30 avril : John Puckering, avocat et homme politique anglais (° vers 1544).

- 6 mai :
  - Catherine de Lorraine, princesse  française issue de la maison de Guise (° 18 juillet 1552).
  - Jacques de Wert, compositeur franco-flamand (° 1535).
- 17 mai : Madeleine de L'Aubépine, poétesse et traductrice française (° 21 mai 1546).
- 22 mai : Charles de Gondi, seigneur français d'origine italienne (° 1569).
- 29 mai : Filippo Sega, cardinal italien (° 22 août 1537).
- 31 mai :
  - Georges d'Arradon, évêque de Vannes (° 1562).
  - John Lesley, évêque de l'Église catholique romaine et historien écossais (° 29 septembre 1527).

- Après le 7 juin : Jean Bodin, jurisconsulte, économiste, philosophe et théoricien politique français (° 1530)[28].
- 8 juin : Mu Wang, tusi (chef tribal) (chef régional issu de la population locale) naxi de la province du Yunnan (° 30 septembre 1551).
- 10 juin : Jean-Louis Ier de Nassau, comte de Nassau-Wiesbaden et comte de Nassau-Idstein (° 10 avril 1567).
- 21 juin : Jean Liébault, médecin français (° vers 1535).

- 10 juillet : Alessandro Alberti, peintre italien (° 9 mars 1551).
- 19 juillet : François III de Soyécourt, noble français (° vers 1529).
- 23 juillet : Henry Carey 1er baron Hundson, aristocrate anglais (° 4 mars 1526).

- 9 août : Honda Shigetsugu, samouraï de la période Sengoku et du début de l'époque Azuchi Momoyama, au service du clan Tokugawa (° 1529).

- 9 septembre : Anna Jagellon, reine de Pologne, fille du roi de Pologne Sigismond Ier le Vieux, et épouse d'Étienne Báthory (° 18 octobre 1523).
- 11 septembre : Pieter Dirkszoon Keyser, navigateur néerlandais (° 1540).
- 14 septembre : Francisco de Toledo, cardinal espagnol (° 4 octobre 1532).
- 15 septembre : Leonhard Rauwolf, naturaliste, médecin, botaniste et explorateur allemand (° 21 juin 1535).
- 23 septembre : Johannes Opsopoeus, érudit et médecin allemand (° 25 juin 1556).

- 1er novembre : Pierre Pithou, avocat et érudit français (° 1er novembre 1539).
- 7 novembre : George Peele, poète et dramaturge anglais (° 1556).
- 16 novembre : Akizuki Tanezane, samouraï défait par le clan Ōtomo, il rejoint plus tard clan Shimazu (° 1548).
- 24 novembre : Bernard d'Anhalt, prince de la maison d'Ascanie (° 25 septembre 1571).
- 29 novembre : William Knight, laïc martyr catholique anglais (° 1572).

- 17 décembre : Sakai Tadatsugu, commandant militaire au service de Tokugawa Ieyasu à la fin de l'époque Sengoku (° 1527).
- 20 décembre : Paolo Fiammingo, peintre flamand (° vers 1540).
- 22 décembre : Rocco Guerrini, architecte et ingénieur militaire italien (° 24 décembre 1525).
- 23 décembre : Hattori Hanzō, ninja et samouraï japonais (° 1541 ou 1542).
- 26 décembre : Johan van der Does, érudit néerlandais (° 16 janvier 1571).

- Date précise inconnue :
  - Louis de Berlaymont, prêtre des Pays-Bas méridionaux fait archevêque-duc de Cambrai (° 1542).
  - Diego Bernardès, poète portugais (° vers 1540).
  - Frans Boels, peintre flamand (° 1555).
  - Pedro de Bolduque, sculpteur espagnol (° 1545).
  - Carlo Caliari, peintre italien  (° 1570).
  - Louise de Clermont, comtesse de Tonnerre, duchesse d’Uzès et dame de compagnie de la reine Catherine de Medicis (° 1504).
  - Henri de Genevois, probablement le fils illégitime de Jacques de Savoie et de Françoise de Rohan (° 24 mars 1557).
  - George Gower, peintre anglais (° vers 1540).
  - Jean de Nagu, seigneur de Varennes (° ?).
  - Antoine Hotman, juriste français, défenseur de la Ligue (° vers 1525).
  - Simone Peterzano, peintre italien du maniérisme tardif de l'école lombarde (° 1540).
  - Björn Pétursson, tueur en série islandais (° 1555).
  - Jean Schenckbecher, jurisconsulte, diplomate et sénateur strasbourgeois (° 1529).
  - Takayama Tomoteru, samouraï de l'époque Azuchi Momoyama de l'histoire du Japon, au service de Matsunaga Hisahide (° 1531).
  - Pellegrino Tibaldi, architecte et peintre italien appartenant à l'école lombarde (° 1527).
  - Dario Varotari, peintre, sculpteur et architecte italien (° 1539).